# Уркарахский сельсовет
Уркарахский сельсовет  — административно-территориальная единица и муниципальное образование со статусом сельского поселения в Дахадаевском районе Дагестана Российской Федерации.
Административный центр — село Уркарах.

## Население
| 2002  | 2010  | 2012  | 2013  | 2014  | 2015  | 2016  |
| ----- | ----- | ----- | ----- | ----- | ----- | ----- |
| 6259  | ↘5495 | ↘5474 | ↘5472 | ↗5484 | ↗5515 | ↗5551 |
| 2017  | 2018  | 2019  | 2020  | 2021  | 2023  | 2024  |
| ↗5628 | ↗5637 | ↗5715 | ↗5718 | ↗5719 | ↗5767 | ↗5788 |
| 2025  |       |       |       |       |       |       |
| ↗5797 |       |       |       |       |       |       |

## Состав
| № | Населённый пункт | Тип населённого пункта       | Население |
| - | ---------------- | ---------------------------- | --------- |
| 1 | Новый Уркарах    | село                         | ↘1046     |
| 2 | Уркарах          | село, административный центр | ↗4673     |